# Kościoły i klasztory Goa
Kościoły i klasztory Goa − zespół obiektów sakralnych w Starym Goa (nie mylić z Goa Velha) w indyjskim stanie Goa, dawnej stolicy Indii Portugalskich wpisany na listę światowego dziedzictwa UNESCO pod numerem 234. Na przestrzeni wieków budowle służyły jako wzorce budownictwa kościelnego w Indiach i przyczyniły się do rozpowszechniania sztuki manuelińskiej, manieryzmu i baroku w innych krajach Azji.

## Historia
Goa (obecnie Stare Goa) zostało założone w 1479 roku jako miasto portowe przy ujściu rzeki Mandowi i było stolicą sułtanatu Bahmanidów. Po zajęciu prowincji Goa przez portugalskiego admirała Afonso de Albuquerque w 1510 roku miejscowość Goa stała się stolicą kolonii. Pod panowaniem Portugalczyków miasto bardzo szybko się rozwijało, jedną z pierwszych wzniesionych przez nich budowli była kaplica dedykowana św. Katarzynie dla uczczenia dnia, w którym przypadło zwycięstwo.
W niedługim czasie miasto stało się centrum misji Kościoła i stolicą biskupa misyjnego dla Azji (1534). Goa było pomostem między Dalekim Wschodem, a Europą, dlatego liczne zakony zakładały w nim klasztory, mające dawać wsparcie dla misjonarzy. W 1542 roku do Goa przybył Franciszek Ksawery. Na początku XVII wieku miasto liczyło ponad 200.000 mieszkańców, z czego 150.000 było katolikami. Nazywano je: „Złotą Bramą”, „Perłą Orientu” lub „Rzymem Wschodu”.
W XVIII wieku miasto opustoszało i stopniowo popadało w ruinę. Obecnie znajduje się tam mała wioska.
Po inwazji wojskowej i wcieleniu Goa do Indii w 1961 roku, napływ ludności z innych stanów spowodował zmiany społeczne, kulturowe i religijne. W 1982 roku rząd Indii poprosił o wpisanie na listę światowego dziedzictwa UNESCO siedmiu obiektów zabytkowych z Goa.

## Obiekty
Portugalczycy po objęciu władzy na początku XVI wieku stawiali wiele kaplic. Niestety były one budowanych w pośpiechu, dlatego część z nich uległa zniszczeniu, a żadna nie zachowała się w pierwotnym stanie. Najważniejsze zachowane zabytki chrześcijańskiej kultury pochodzą z drugiej połowy XVI i z XVII wieku.
| Obiekt                                   | Zdjęcie | Informacje | Ciekawostki                                                                                             |
| ---------------------------------------- | ------- | --- | --- |
| Bazylika Bom Jesus                       |         | Wybudowana przez jezuitów w 1605 roku | W kościele znajdują się doczesne szczątki św. Franciszka Ksawerego                                      |
| Kaplica św. Katarzyny Aleksandryjskiej   |         | Kaplica z 1510 roku, którą postawiono na pamiątkę zwycięstwa nad muzułmanami. Została rozbudowana w 1550 roku. Jest najstarszym zabytkiem w Old Goa | Do czasu wybudowania katedry była siedzibą biskupa                                                      |
| Katedra Sé                               |         | Po powstaniu diecezji postanowiono wybudować nową katedrę ku czci św. Katarzyny, jednakże prace zakończono dopiero w 1652 roku                      | Świątynia jest siedzibą biskupa katolickiego archidiecezji Goa i Daman oraz patriarchy Wschodnich Indii |
| Kościół Matki Bożej Różańcowej           |         | Świątynia z 1543 roku | |
| Kościół św. Augustyna                    |         | Wybudowany w 1602 przez augustianów | Pozostały jedynie ruiny                                                                                 |
| Kościół i klasztor św.Franciszka z Asyżu |         | Kościół franciszkanów z 1661 roku | W klasztorze mieści się obecnie muzeum archeologiczne                                                   |
| Kościół św. Kajetana                     |         | Postawiony przez Kleryków Regularnych w drugiej połowie XVII wieku                                                                                  | Wzorowany na bazylice św. Piotra w Rzymie                                                               |